# رضا الخضر
رضا الخضر ممثلة يمنية. شاركت في العديد من الأعمال التلفزيونية وفيلم واحد هو يوم جديد في صنعاء القديمة الذي حصل على العديد من الجوائز في عدة مهرجانات وهو من إخراج اليمني البريطاني بدر بن حرسي. تزوجت واعتزلت التمثيل 2008.

## أهم أعمالها
- فيلم يوم جديد في صنعاء القديمة (بدور بلقيس) 2005
- مسلسل كيني ميني الجزء الأول والثاني والثالث 2005-2006-2007
- مسلسل الحب والثأر 2007
- مسلسل الكنز